# Burgundy School of Business
Burgundy School of Business er en europæisk business school med campusser i Dijon, Lyon, og Paris. BSB blev placeret på en 81. plads blandt de europæiske business schools i 2019 af Financial Times. BSB har ligeledes et PhD-program såvel som adskillige Master-programmer inden for specifikke managementområder, såsom marketing, finans eller iværksætteri.
BSB programmer har de tre internationale akkrediteringer CGE, EQUIS og AACSB. Skolen har over 16.000 alumner inden for handel og politik, herunder Stéphane Baschiera (CEO Moët & Chandon) og Antoine Lesec (CEO Being).